# Colostygia sericeata
Colostygia sericeata là một loài bướm đêm trong họ Geometridae.